# Сульфат лития
Сульфа́т ли́тия — соль щелочного металла лития и серной кислоты. Химическая формула {\displaystyle {\ce {Li2SO4}}}.
Образует кристаллогидрат состава {\displaystyle {\ce {Li2SO4.H2O}}}.

## Получение
Кристаллогидрат сульфата лития получают взаимодействием гидроксида или карбоната лития с серной кислотой с последующим упариванием раствора:
{\displaystyle {\ce {2LiOH + H2SO4 -> Li2SO4.H2O + H2O}}}.
Безводную соль получают нагреванием моногидрата выше 500 °С.

## Физические свойства
Безводный сульфат лития образует три кристаллические модификации:
- α-форма — устойчивая при обычных условиях модификация с моноклинной решёткой, пространственная группа P 21/c, параметры a = 0,844 нм, b = 0,495 нм, c = 0,824 нм, β = 107,9°, Z = 4.
- β-форма — гексагональная решётка
- γ-форма — при температуре выше 575 °С образует кубическую решётку, пространственная группа I 43m, a = 0,707 нм, Z = 4.

Кристаллогидрат образует кристаллы моноклинной сингонии, пространственная группа P 21, параметры a = 0,814 нм, b = 0,483 нм, c = 0,543 нм, β = 107,58°, Z = 4.

## Химические свойства
Взаимодействует с серной кислотой с образованием гидросульфата лития:
{\displaystyle {\ce {Li2SO4 + H2SO4 -> 2LiHSO4}}}.
Взаимодействием с соединениями бария удобно получать различные соединения лития:
{\displaystyle {\ce {Li2SO4 + Ba(OH)2 -> 2LiOH + BaSO4 v}}};
{\displaystyle {\ce {Li2SO4 + Ba(N3)2 -> 2LiN3 + BaSO4 v}}}.
При нагревании с водородом, аммиаком или углеродом восстанавливается до сульфида лития:
{\displaystyle {\ce {Li2SO4 + 4C ->[800\ ^o{\ce {C}}] Li2S + 4CO}}}.

## Применение
Сульфат лития - пьезоэлектрик и используется для изготовления приёмников ультразвука в ультразвуковой дефектоскопии. Также применяется в качестве компонента люминофоров.
В медицине используется как средство для лечения маниакально-депрессивного психоза.

## Физиологическое действие
Сульфат лития обладает средней токсичностью. Как и все растворимые соединения лития, влияет на ЦНС.